# Comète non périodique

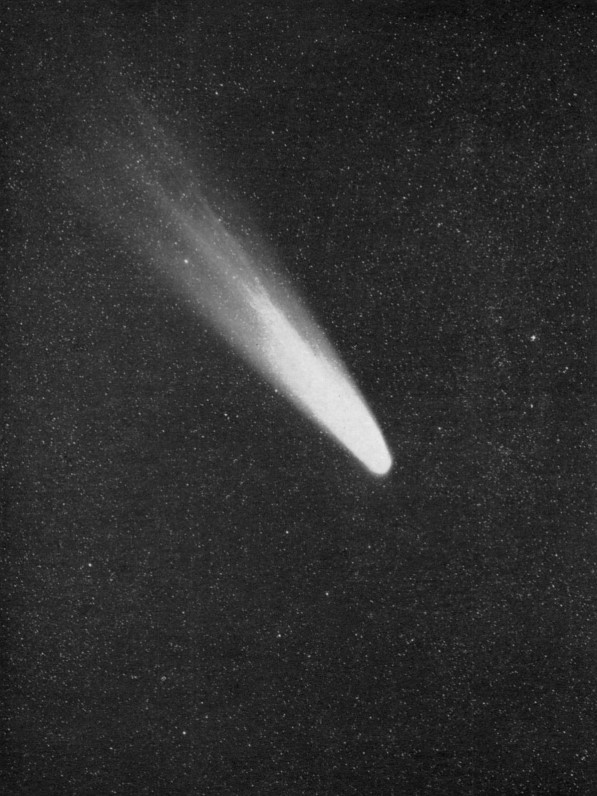
Comète Arend-Roland le 2 mai, entre 4h07 et 4h13, photo prise dans l’Observatoire Palomar avec le Kodak 103a-O à emulsion et sans filtre.

Une comète non périodique (ou comète à longue période) est une comète qui n'a pas été confirmée par l'observation de plusieurs passages au périhélie.
En pratique les comètes non périodiques ont une période orbitale de plus de 200 années. Ceci comprend les comètes qui ne passent à travers le système solaire interne qu'une seule fois. Les comètes non périodiques sont sur des orbites quasi paraboliques, elles ne seront pas de retour avant des centaines ou des milliers d'années, si toutefois elles reviennent.
Certains auteurs réservent le terme comète non périodique aux comètes qui ne reviendront jamais à la proximité du Soleil.
Exemples : C/1980 E1 (Bowell), C/2000 U5 (LINEAR), C/2001 Q4 (NEAT), C/2009 R1 (McNaught), C/1956 R1 (Arend-Roland) et C/2007 F1 (LONEOS). 
Les désignations officielles des comètes non périodiques commencent par un « C ».